# هيرو ناريتا

هيرو ناريتا (بالإنجليزية: Hiro Narita)‏ ، من مواليد العاصمة الكورية الجنوبية سيؤول بتاريخ 26 يونيو 1941 ، وهو مصور سينمائي أمريكي من أصل ياباني.

## حياته
ولد ونشأ في مدينة سيوؤل تحت الاحتلال الياباني عام 1941م ، وبعد استسلام اليابان عام 1945م ، أنتقل هيرو مع عائلته إلى نارا اليابانية ، ومن ثم انتقلوا إلى هونولولو بولاية هاواي الأمريكية ، حيث التحق بالجيش الأمريكي ، ومن ثم درس في سان فرانسيسكو ، وبدأ حياته الفنية كمصور للأفلام السينمائية عام 1964.

## مصدر
1. ↑  Internet Movie Database (بالإنجليزية), QID:Q37312
2. ↑  Hollywood Cinematographer Hiro Narita 1/3 | Most Inspiring Asian Americans of All Time | Asian American Personalities | GOLDSEA نسخة محفوظة 08 أبريل 2018 على موقع واي باك مشين.

## وصلات خارجية
- Hiro Narita at the Internet Encyclopedia of Cinematographers
- هيرو ناريتا على موقع IMDb (الإنجليزية)
- هيرو ناريتا على موقع ألو سيني (الفرنسية)
- هيرو ناريتا على موقع أول موفي (الإنجليزية)
- هيرو ناريتا على موقع قاعدة بيانات الأفلام السويدية (السويدية)
- هيرو ناريتا على موقع ديسكوغز (الإنجليزية)
- هيرو ناريتا على موقع قاعدة بيانات الفيلم (الإنجليزية)
- هيرو ناريتا على موقع كينوبويسك (الروسية)